# Listă de plante pentru tratamente cardiace

Aceasta este o listă de plante medicinale folosite în tratamentul bolilor de inimă:
- Ghimbir[2]

- Talpa-gâștei
- Rozmarin
- Tei
- Coacăz negru (frunze)
- Păducel
- Traista-ciobanului[3]
- Usturoi

## Avertisment
Utilizarea necorespunzătoare a plantelor la tratamentele cardiace se poate dovedi a fi nu numai nefolositoare, dar și dăunătoare pentru organism. Aceste plante conțin nu doar substanțe nutritive și vitamine, ci și multe alte substanțe care, printr-o pregătire necorespunzătoare, se pot transforma în otravă.